# Gettysburg (film)
Gettysburg är en amerikansk krigsdramafilm som hade biopremiär i USA den 8 oktober 1993, baserad på romanen The Killer Angels av Michael Shaara. Filmen utspelar sig under Slaget vid Gettysburg under Amerikanska inbördeskriget.

## Rollista (i urval)
- Tom Berenger - Generallöjtnant James Longstreet (CSA)
- Jeff Daniels - Överste Joshua Chamberlain (USA)
- Martin Sheen - General Robert E. Lee (CSA)
- Kevin Conway - Sergeant Buster Kilrain (USA)
- C. Thomas Howell - Löjtnant Thomas Chamberlain (USA)
- Brian Mallon - Generalmajor Winfield Scott Hancock (USA)
- Sam Elliott - Brigadgeneral John Buford (USA)
- Donal Logue - Kapten Ellis Spear (USA)
- Stephen Lang - Generalmajor George Pickett (CSA)
- George Lazenby - Brigadgeneral Johnston Pettigrew (CSA)
- Royce D. Applegate - Brigadgeneral James L. Kemper (CSA)

### Fotnoter
1. ↑  ”Gettysburg” (på engelska). Box Office Mojo. 8 oktober 1993. http://www.boxofficemojo.com/movies/?id=gettysburg.htm. Läst 23 september 2016.